# معركة سينوب

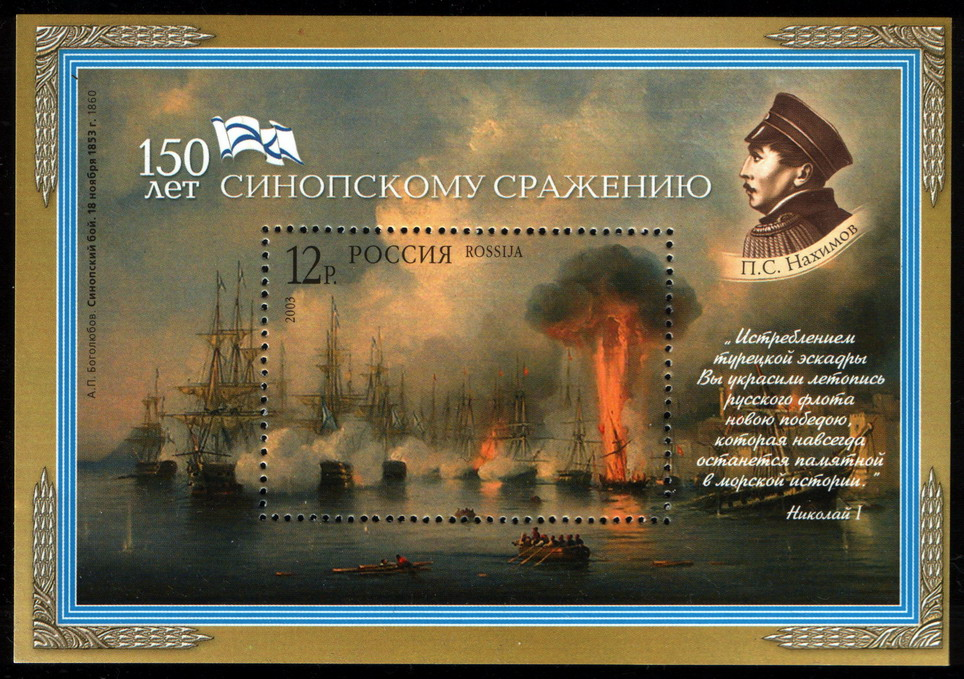
طابع روسي، معركة سينوب، 2003 (Michel № 1128, Scott № 6800)

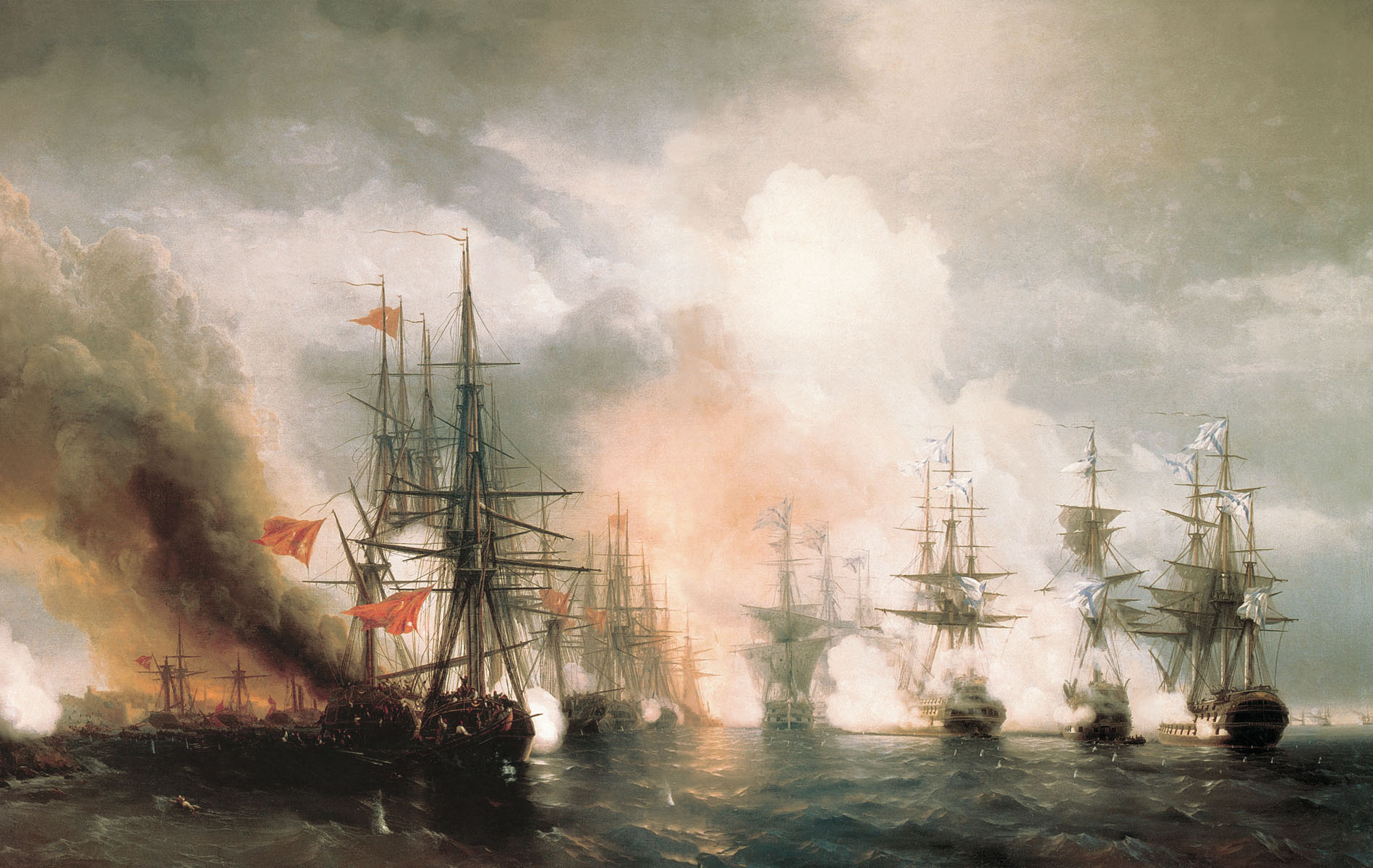
رسمة لمعركة سينوب -1853

معركة سينوب (الروسية: Синопское сражение) حدثت بتاريخ 30 نوفمبر 1853 في سينوب، وهو ميناء بحري في شمال الأناضول، عندما قصفت وأبادت السفن الحربية للإمبراطورية الروسية قوة دورية السفن العثمانية الراسية في المرفأ. وقد كانت المعركة جزءًا من حرب القرم، وعاملا مساهما في إحضار فرنسا وبريطانيا إلى الصراع.

## الخلفية
كانت معركة سينوب نتيجة مباشرة لتفكك الإمبراطورية العثمانية وفقدان العثمانيين السيطرة في البحر الأسود. قبل عام 1850، كانت الإمبراطورية العثمانية غارقة في الديون وتعتمد حصرا على القروض البريطانية والفرنسية كوسيلة دعم. ونتيجة لذلك، كان القادة العثمانيون لا يملكون أي خيار سوى الموافقة على خفض قوة هائلة في كل من الجيش والقوات البحرية. قبل عام 1853، القيصر «نيكولاس» رأي التخفيضات فرصة للضغط على المطالبات الروسية في القوقاز وعلى طول نهر الدانوب. وفي يوليو عام 1853، احتلت القوات الروسية عدة إمارات العثمانية على طول نهر الدانوب، وكذلك الحصون. عندما اندلعت الوساطة أسفل سلطان عبد المجيد رددت مع إعلانا للحرب. خوفا من التوسع الروسي، أصدر الأنجلو-الفرنسية (اتحاد فرنسا وبريطانيا العظمى) إنذار بالتزامن: بأنه يجب على روسيا القتال دفاعيا فقط. طالما بقيت روسيا في موقف دفاعي أن الأنجلو-الفرنسية تبقى محايد، ولكن إذا تصرفت روسيا «بقوة» الدول الغربية تحتفظ بحقها على المشاركة.
بدأ العداء رسميا في 4 تشرين الأول، مع الحدث الرئيسي في أوروبا وآخر في القوقاز. أمر السلطان عبد المجيد هجوم فوري على دحر الروس وإظهار قوة العثمانيين قبل انهيار الاقتصاد العثماني تماما. والتقى الفريقان على طول نهر الدانوب بدرجات متفاوتة من النجاح، ولكن كان الهجوم العثماني في القوقاز ضد روسيا ناجح نسبيا. وبحلول نهاية أكتوبر، كان فيلق القوقاز الروسية في خطر جدي.
لدعم الهجوم وإمداد قواته قبل تساقط الثلوج بكثافة، أمر السلطان عبد المجيد سرب من فرقاطات، والبواخر ووسائل النقل لإنشاء ممر إمدادات للجيش العثماني
في جورجيا. وروسيا لم تكن قادرة على اعتراض القافلة، وظلت عناصر البحرية الروسية في سيفاستوبول.
أمر السلطان عبد المجيد قافلة ثانية بقيادة «عثمان باشا»، ولكن هذه المرة كان أواخر نوفمبر تشرين الثاني واضطر الأسطول السعي أرباع الشتاء. انتهى الأسطول لوصول إلي سينوب، والانضمام إلى الفرقاطة « قايد ظافر» التي كانت جزءا من دورية سابقة، ويجري انضم اليهم الفرقاطة البخارية «الطائف» من سرب أصغر. وكان العثمانيون أرادوا أرسال سفن خطيةإلى سينوب، ولكن السفير البريطاني في القسطنطينية «الفيكونت دي ستراتفورد ريدكليف» اعترض على هذه الخطة، وأرسلت سفن فرقاطة فقط.
سمح التقدم العثماني الأولي في البحر الأسود إلى المضي قدما دون عوائق، وكما أن وضع سلاح القوقاز الروسي تدهورت اضطرت سانت بطرسبرغ التصرف. وأمرت أميرال «بافل دويرو ناخيموف» لحشد القوات البحرية الروسية ومنع العثمانيين. الفترة من 1 إلى 23 نوفمبر تم إرسال أسراب الروسية في البحر الأسود لبسط سيطرتها على البحر. اثنين من البواخر العثمانية، و«ميدزير تازيريد» و«بيرفاز البحري»، تم أسرهما من قبل الروس في اشتباكات قصيرة. وتمكنت من بسط سيطرتها التشغيلية للممرات البحرية ولكن وبسبب العواصف العنيفة «ناخيموف» اضطر أن يعيد الكثير من قواته للإصلاح في روسيا. وبقى فقط مع فرقاطة، باخرة وثلاث سفن خطية، واصلت «ناخيموف» البحث عن عثمان والقافلة. في 23 نوفمبر شوهد عثمان عائدا ومن ثم دخل الميناء في سينوب. ناخيموف نشر على الفور سفنه إلى الحصار وأرسلت له فرقاطة وحيدة لحين استرداد العديد من التعزيزات.
في 30 نوفمبر، أرسل نائب الاميرال «نوفسيليسكي» ست سفن أخرى لناخيموف، لاستكمال القوة في الحصار في فضفاضة نصف دائرة. وكان من المتوقع الإمداد ببواخر إضافية، لكنه قرر «ناخيموف» للعمل قبل العثمانيين أن يتمكنوا من التعزيز من قبل سفن إضافية. وكان عثمان من جهته يدرك جيدا الوجود الروسي منذ 23 نوفمبر تشرين الثاني لكن شعر بأن سفنه آمنة في الميناء. سينوب تمتلك دفاعات في الميناء كبيرة والحصون مجهزة لإطلاق النار وبها مدافع كثيرة. وشروط الحرب المتعارف عليها لا تسمح للسفن الحربية بمهاجمة السفن من فئة أدنى.

## المعركة

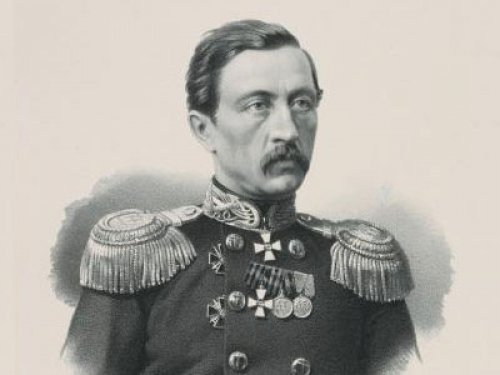
الأميرال الروسي بافل ناخيموف، قائد الجيش الروسي في معركة سينوب وحصار سيفاستوبولقاد

الروس الأدميرال «بافل ناخيموف» الذي قرر مع ضباطه مهاجمة الأسطول العثماني الذي وجد له مأوى من عاصفة في سينوب. كان التعزيز الذي أرسل سرب من الإميرال «فيودور نوفسيليسكي» إلى ناخيموف موحدة أكثر من 700 مدفع في ست سفن خطية، وفرقاطتين وثلاث بواخر مسلحة. وتضمنت القوات العثمانية سبع فرقاطات، وثلاثة فرقيطات (كورفت-حراقة) واثنين من البواخر المسلحة.
الروس اعتزموا نشر سفنهم في صفين حيث أنها تتقدم إلى داخل مسافة قريبة من سفن العدو قبل إسقاط مرساة وفتح النار. دخل السرب الروسي الميناء من الشمال الغربي في تشكيل ثلاثي. «ناخيموف» وضع قواته بين العثمانيين والمدفعية المحصنة على الشاطئ قواته الخاصة وتعريض العثمانيين لنيران صديقة محتملة.
باعد «ناخيموف» البوارج بالتساوي في خطين تغطي الميناء بأكمله مع التشابكة بإطلاق النار. بدأت المدفعية الروسية لتسجل الضربات على جميع الأهداف العثمانية. قذائف أطلقها المدافع الروسية على الفور السفن العثمانية تحت النار. ذعر البحارة العثمانية لمكافحة الحرائق وقاموا بجهود صعبة وسط استمرار إطلاق النار والشظايا شبه متواصلة.
بعد حوالي ثلاثين دقيقة من القتال كانت الفرقاطة العثمانية ممتلئة بثقوب الرصاص. ثم هاجمت السفينة الخطية «الإمبراطورة ماريا» بالبنادق الفرقاطة أربعة وأربعين «فضلي الله» التي اشتعلت فيها النيران وغرقت. انفجرت الفرقاطة العثمانية«موفيك باكرى» وغرقت مع فرقيط (كورفيت) «قولى سوفيط». واصلت المدفعية الروسية تدمير وإغراق كل سفينة في الميناء بما في ذلك لانشات وقوارب الصيد، وغيرها من الحرف الصغيرة.
أحد السفن العثمانية، وهي الباخرة صاحبة اثني عشر مدفعية «الطائف» فقط تمكنت من الهروب من المعركة، في حين أن كل الآخرين غرقوا أو هربوا إلى الشاطئ لمنع الغرق. وهربت إلى إسطنبول، ووصلت في 2 كانون الأول حيث أبلغت الحكومة العثمانية بالهزيمة في سينوب.

## نتائج المعركة
خلال المعركة جاءت الأنباء ان 37 من الروس قتلوا وأصيب 233، على الرغم من أن مصدر واحد يقول أن ما مجموعه 266 من ضباط وأفراد الطاقم الروسي لقوا حتفهم. ثلاثة على الأقل من السفن الخطية تضررت.
فقدت القوات العثمانية أكثر من 3000 رجلا بين قتيل أو جريح واعتقل زعيمهم «عثمان باشا».

## ما بعد المعركة

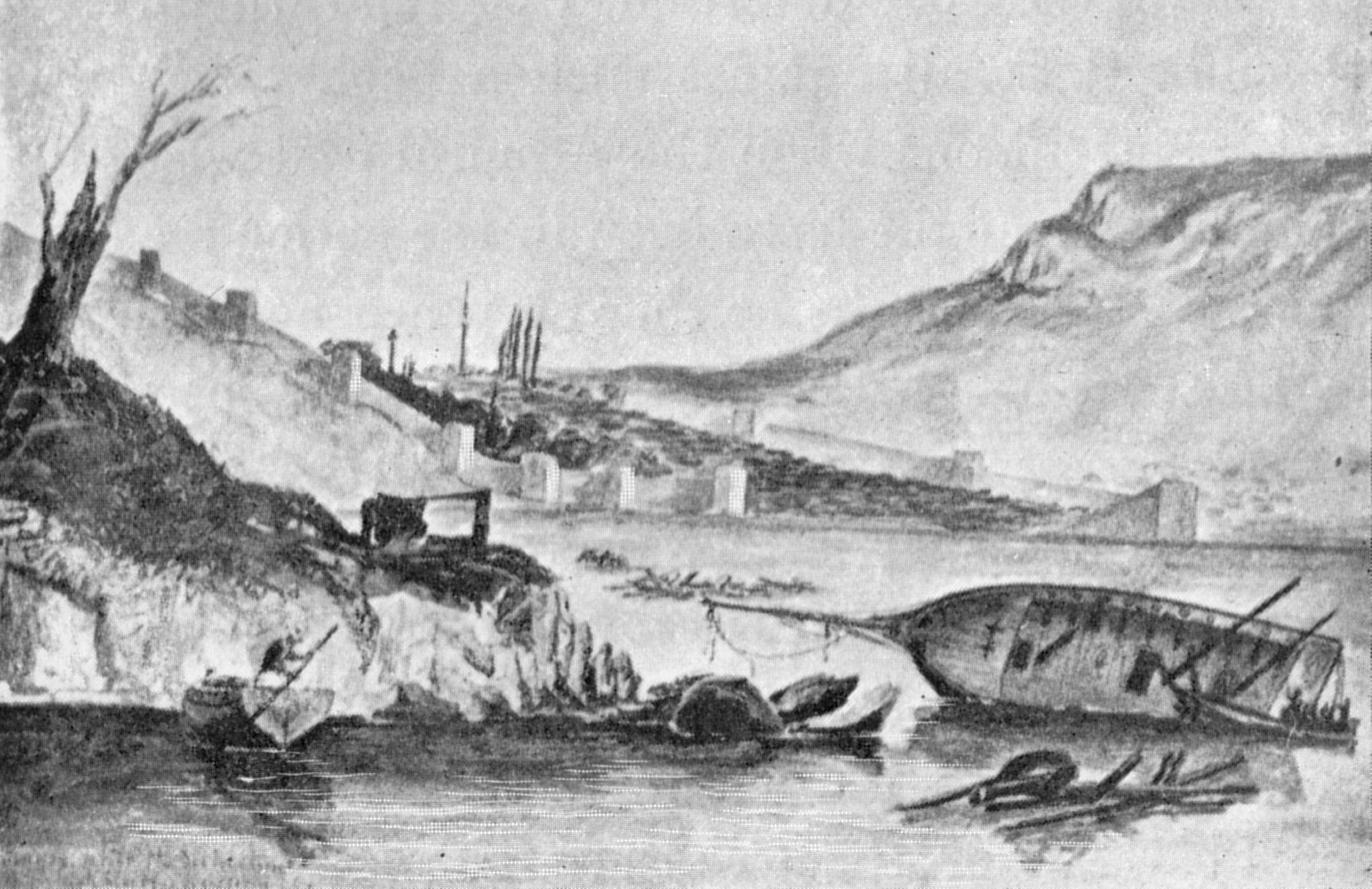
رسم لمعركة سينوب لجورج تريون على متن HMS Vengeance الذي زار موقع المعركة في يناير 1854.

عند وصول برقية من المعركة إلى السلطات الروسية في سانت بطرسبرغ كان ردود الفعل مبهجة. حيث خرج الناس للشوارع للاحتفال بالنصر وقامت الدولة بعمل حفلة عظيمة واستعرضت القوات البحرية التي لم تشترك في المعركة وجعلوا المجرمين يرتدون الزي العثماني كنوع من السخرية. ورأى المستشارين العسكريين المعركة بمثابة نقطة تحول لصالح روسيا. رد الفعل في إسطنبول كان أقل حماسا مع رد فعل العثمانيين تراوح بين القلق إلى الذعر. وكانت روسيا قد أبيدت القافلة الحيوية، وأتمت السيطرة العملية على البحر الأسود. وبتدمير دفاعات الميناء فتح الباب أمام روسيا للتقدم في الغزو، وفجأة كان كامل ساحل سامسون وطرابزون الآن في خطر.
وعلاوة على ذلك، انتهاك روسيا لإنذار الأنجلو-الفرنسي والاتفاق العسكري الشامل. كان ينظر إلى الهجوم من قبل القوى الخارجية غير مبرر، وكان تعتقد روسيا أنها ليست في حاجة للخوف من العثمانيين. ولكن كان يشار إليها في الصحافة البريطانية ب «مذبحة سينوب»، وتسبب في موجة من المشاعر المعادية لروسيا في أوروبا الغربية.
عزز ذلك هجوم الفصائل المؤيدة للحرب في بريطانيا وفرنسا، وقدمت لهم مبرر لحرب للحد من روسيا العدوانية. وأشارت الصقور في لندن أن التكتيكات الروسية أن تنتهك كلا من البنود المقبولة للحرب والأخلاق الإنسانية. وأن القصف على ميناء سينوب ومهاجمة السفن من فئة أدنى يعتبر جرائم حرب.
حاولت عدة من رعاة السلام لامتصاص الحماسة الوطنية، بحجة أن حربا عالمية مع روسيا بشأن الإمبراطورية العثمانية كانت لتكون مضيعة لمجهودات بريطانيا الثمينه هدرا. اللورد «بالمرستون» استقال بسبب هذه القضية والعديد من المقالات«المناهضة للحرب» انتشرت في باريس ولندن.

## الوحدات العسكرية

### الإمبراطورية الروسية
- فيليكي نياز كونستانتين ، سفينة خطية، 120 مدفع
- تري Sviatitelia، سفينة خطية، 120 مدفع
- Parizh ـ،، سفينة خطية 120مدفع، الرائد نقل
- الامبراطورة ماريا، سفينة خطية، 84 مدفع، والرائد
- Chesma، سفينة خطية، 84 مدفع
- روستيسلاف، سفينة خطية، 84 مدفع
- Kulevtcha، الفرقاطة، 54 مدفع
- Kagul، الفرقاطة، 44 مدفع
- أوديسا، باخرة، 4 مدفع
- KRYM، باخرة، 4 مدفع
- Khersones، باخرة، 4 مدفع

### الدولة العثمانية
- عون  الله، الفرقاطة، 44 مدفع (على الأرض)
- فضل الله، الفرقاطة، 44 مدفع (الأصل رافايل الروسية التي احتلتها خلال حرب 1828-1829) (أحرقت، الأرض)
- Nizamieh، الفرقاطة (62 عاما) مدفع (على الأرض بعد أن خسر اثنين من هوائيات)
- Nessin ظافر،الفرقاطة (60 عاما) مدافع (على الأرض بعد اندلاع سلسلة المرساة لها)
- Navek البحري، الفرقاطة، 58 مدفع (انفجرت)
- دمياط، الفرقاطة، 56 مدفع (المصرية) (الأرض)
- قايد ظافر، الفرقاطة 54 مدفع (على الأرض)
- نجم Fishan، كورفيت، 24 مدفع
- Feyz Mabud، كورفيت، 24 مدفع (على الأرض)
- KEL سافيد، كورفيت، 22 مدفع (انفجرت)
- الطائف، باخرة، 12 مدفع (تراجعت إلى إسطنبول)
- Erkelye، باخرة، و 10 مدفع

## وصلات خارجية
- Sinop, Turkey Governorship Website
- Official Web Site of Sinop نسخة محفوظة 2 سبتمبر 2011 على موقع واي باك مشين.